# Allerona
Allerona es una localidad italiana de la provincia de Terni, región de Umbría, con 1.867 habitantes.

## Evolución demográfica
| Gráfica de evolución demográfica de Allerona entre 1861 y 2001 |
|                                                                |
| Fuente ISTAT - Elaboración gráfica por parte de Wikipedia      |